# Павло Коссей
Павло Коссей (11 липня 1896 р. Палошські Ремети — ???) — чехословацький політик із Підкарпатської Русі, міжвоєнний депутат Національних зборів від Республіканської партії землеробського та дрібноселянського населення (аграріїв).

## Життєпис
Народився в селі Палошські Ремети, його рідне село Бедевла (Тачівський район). Він володів більшим господарством у селі Буштинський Гандал (сьогодні Буштино в Тачівському районі). З 1 серпня 1920 р. — концептуальний чиновник політичного управління на Підкарпатській Русі, згодом обіймав посаду тачівського повітового старости. Був головою місцевої районної організації аграрної партії, головою райради та райкому. Він також був членом центрального виконавчого комітету аграрної партії.
За фахом, за даними 1935 року, був головним уповноваженим політичного управління та власником хутора в Тачові.
На парламентських виборах 1935 року обраний до Національних зборів. Депутатське місце займав до січня 1939 р., коли був позбавлений його внаслідок розпуску політичних партій Підкарпатської Русі.